# Rhinfaldene
Rhinfaldene er en dansk stum dokumentarfilm fra 1909 produceret af Nordisk Films Kompagni. 
Filmen havde dansk biografpremiere den 22. december 1909 i Biograf-Theatret Filmen blev distribueret i en række europæiske lande, herunder bl.a. Tyskland, Frankrig, Italien, Spanien og Sverige.

## Handling
Filmen viser en rejse ned ad Rhinen med et dampskib. Der vises slotte og vandfald, herunder vandfaldene Rheinfall ved Schaffhausen.